# Mazama temama
Il mazama rosso del Centroamerica (Mazama temama Kerr, 1792) è una specie di mazama diffusa in tutta l'America Centrale, dal Messico meridionale alla Colombia nord-occidentale. In passato veniva considerato una sottospecie di Mazama americana ma il suo cariotipo è differente. Condivide alcune zone del suo areale con il mazama bruno dello Yucatán (Mazama pandora).

## Tassonomia
Attualmente ne vengono riconosciute tre sottospecie:
- M. t. temama Kerr, 1792 (Messico centro-meridionale e Belize);
- M. t. cerasina Hollister, 1914 (dal Guatemala alla Costa Rica);
- M. t. reperticia Goldman, 1913 (Panama e regioni settentrionali di Venezuela e Colombia).